# Bornholm rundt (film)
 For alternative betydninger, se Bornholm rundt. (Se også artikler, som begynder med Bornholm rundt)
Bornholm rundt er en turistfilm instrueret af Niels Grunnet efter eget manuskript.

## Handling
Turistfilm om Bornholm, dens natur og industri. Visse scener om silderøgning er taget fra "De røgede Bornholmere" (samme år).